# Singles Going Steady
Singles Going Steady es un álbum recopilatorio de la banda británica de punk rock Buzzcocks, publicado por I.R.S. Records en Estados Unidos el 25 de septiembre de 1979. Fue el primer disco de Buzzcocks publicado en Estados Unidos, pensado para atraer al público de ese país, coincidiendo con una gira. Después de unas interesantes ventas como disco importado, se publicó en el Reino Unido el 16 de noviembre de 1981, a través de United Artists Records. A pesar de todo, el disco, al igual que en Estados Unidos, nunca llegó a entrar en las listas de venta.

## Lista de canciones
Cara A
| Original release |                                                       |                             |                                      |          |  |
| N.º              | Título                                                | Escritor(es)                | Álbum del que proviene               | Duración |  |
| 1.               | «Orgasm Addict»                                       | Howard Devoto, Pete Shelley | Sin disco                            | 2:00     |  |
| 2.               | «What Do I Get?»                                      | Shelley                     | Sin disco                            | 2:52     |  |
| 3.               | «I Don't Mind»                                        | Shelley                     | Another Music in a Different Kitchen | 2:16     |  |
| 4.               | «Love You More»                                       | Shelley                     | Sin disco                            | 1:47     |  |
| 5.               | «Ever Fallen in Love (With Someone You Shouldn't've)» | Shelley                     | Love Bites                           | 2:39     |  |
| 6.               | «Promises»                                            | Steve Diggle, Shelley       | Sin disco                            | 2:34     |  |
| 7.               | «Everybody's Happy Nowadays»                          | Shelley                     | Sin disco                            | 3:09     |  |
| 8.               | «Harmony in My Head»                                  | Diggle                      | Sin disco                            | 3:06     |  |

| Reedición 2001 |                             |              |                             |          |  |
| N.º            | Título                      | Escritor(es) | Álbum del que proviene      | Duración |  |
| 9.             | «You Say You Don't Love Me» | Shelley      | A Different Kind of Tension | 2:54     |  |
| 10.            | «Are Everything»            | Shelley      | Parts 1-3                   | 3:59     |  |
| 11.            | «Strange Thing»             | Shelley      | Parts 1-3                   | 4:10     |  |
| 12.            | «Running Free»              | Diggle       | Parts 1-3                   | 3:14     |  |

Cara B
| Original release |                                |                                           |                                      |          |  |
| N.º              | Título                         | Escritor(es)                              | Originally from                      | Duración |  |
| 1.               | «What Ever Happened To?»       | Alan Dial, Shelley                        | "Orgasm Addict" single               | 2:12     |  |
| 2.               | «Oh Shit!»                     | Shelley                                   | "What Do I Get?" single              | 1:34     |  |
| 3.               | «Autonomy»                     | Diggle                                    | Another Music in a Different Kitchen | 3:41     |  |
| 4.               | «Noise Annoys»                 | Shelley                                   | "Love You More" single               | 2:49     |  |
| 5.               | «Just Lust»                    | Dial, Shelley                             | Love Bites                           | 2:58     |  |
| 6.               | «Lipstick»                     | Diggle, Shelley                           | "Promises" single                    | 2:36     |  |
| 7.               | «Why Can't I Touch It?»        | Diggle, Steve Garvey, John Maher, Shelley | "Everybody's Happy Nowadays" single  | 6:32     |  |
| 8.               | «Something's Gone Wrong Again» | Shelley                                   | "Harmony in My Head" single          | 4:29     |  |

| 2001 re-release |                                          |              |                                    |          |  |
| N.º             | Título                                   | Escritor(es) | Originally from                    | Duración |  |
| 9.              | «Raison D'etre»                          | Shelley      | "You Say You Don't Love Me" single | 3:34     |  |
| 10.             | «Why She's the Girl from the Chainstore» | Diggle       | Parts 1-3                          | 2:26     |  |
| 11.             | «Airwaves Dream»                         | Diggle       | Parts 1-3                          | 3:54     |  |
| 12.             | «What Do You Know»                       | Shelley      | Parts 1-3                          | 3:15     |  |